# Arenal de l'Almorxó
L'Arenal de l'Almorxó és un Paratge Natural Municipal del municipi de Petrer (Vinalopó Mitjà).
Declarat per Acord de la Generalitat Valenciana el 8 de febrer de 2002 Paratge Natural Municipal, compta amb una superfície de 50,80 Ha. El paratge natural municipal es troba a la forest d'utilitat pública denominada Cotxines. Vora el 90% de la superfície és de titularitat municipal.
L'Arenal de l'Almorxó destaca fonamentalment per la geomorfologia i la litologia. Ens trobem enfront d'una autèntica formació dunar, pròpia de les zones litorals, a l'interior de la província d'Alacant. Disposa de la presència dels sòls, la flora i la fauna característics dels ecosistemes dunars litorals.
De la fauna destaquen fonamentalment el grup dels coleòpters, a més de la presència de tres espècies de sargantanes, com la sargantana cuallarga, la sargantana cendrosa i la sargantana cua-roja.

## Presència humana
El paratge natural municipal és un lloc molt visitat pels petrerins, especialment en el període de la Setmana Santa. L'excessiu trepig durant eixes visites massives constituïx la principal causa de la degradació de l'Arenal de l'Almorxó, que es traduïx en el truncament del fràgil equilibri dunar, en la impossibilitat de noves colonitzacions per part de la vegetació psammòfila fixadora de la duna, i fins i tot, en la destrucció de la vegetació ja existent.